# 이승형
이승형(1969년 2월 6일 ~ )은 대한민국의 배우이다. 텔레비전 드라마에 많이 출연하는 배우이다.

## 생애
1989년 영화 《발바리의 추억》의 단역으로 영화배우 데뷔하였고 이듬해 1990년 영화 《로보트 태권브이 90》에 주연하였으며 1992년 SBS 2기 공채 탤런트로 정식 데뷔하였다.

## 학력
- 경희대학교 체육학과 학사

## 출연작

### 영화, 드라마
1989년~2009년
| 날짜   | 방송사/영화 | 제목                   | 역할                                    | 비고     |
| ------ | ----------- | ---------------------- | --------------------------------------- | -------- |
| 1989년 | 영화        | 발바리의 추억          | 명철 역                                 |          |
| 1990년 | 영화        | 로보트 태권브이 90     | 훈이 역                                 |          |
| 1994년 | SBS         | 도깨비가 간다          |                                         |          |
| 1995년 | SBS         | 사랑은 블루            |                                         |          |
| 1995년 | SBS         | LA아리랑               |                                         |          |
| 1996년 | SBS         | 남자대탐험             | 구차일 역                               |          |
| 1997년 | 영화        | 오디션                 | 경호 역                                 |          |
| 1997년 | MBC         | 레디 고!               |                                         |          |
| 1997년 | MBC         | 남자 셋 여자 셋        |                                         |          |
| 1998년 | SBS         | 사랑해 사랑해          |                                         |          |
| 1998년 | SBS         | 7인의 신부             |                                         |          |
| 1998년 | SBS         | 백야 3.98              | 국가안전기획부 요원 역                  |          |
| 1999년 | SBS         | 지금은 사랑할 때       |                                         |          |
| 1999년 | KBS         | 부부클리닉 사랑과 전쟁 |                                         |          |
| 1999년 | SBS         | 젊은 태양              |                                         |          |
| 1999년 | SBS         | 그녀의 선택            |                                         |          |
| 1999년 | SBS         | 토마토                 |                                         |          |
| 1999년 | MBC         | 국희                   | 최민권 비사관의 비서 역                 |          |
| 2000년 | MBC         | 세친구                 | 정웅인의 서울 문화중학교 동기 이승형 역 | 단역     |
| 2000년 | SBS         | 줄리엣의 남자          |                                         |          |
| 2000년 | SBS         | 여자만세               |                                         |          |
| 2001년 | MBC         | 보고싶은 얼굴          | 서진우 역                               |          |
| 2001년 | MBC         | 가을에 만난 남자       |                                         |          |
| 2001년 | MBC         | 시트콤 연인들          | 독고영재 회장의 운전수 역               | 특별출연 |
| 2002년 | SBS         | 지금은 연애중          |                                         |          |
| 2002년 | SBS         | 명랑소녀 성공기        |                                         |          |
| 2002년 | 영화        | 몽중인                 | 눈물 2 역                               |          |
| 2003년 | MBC         | 눈사람                 | 최주형 역                               |          |
| 2003년 | SBS         | 야인시대               | 김두한의원 보좌관 채원기 역             |          |
| 2003년 | SBS         | 올인                   |                                         |          |
| 2003년 | SBS         | 백수탈출               |                                         |          |
|        | KBS2        | 장희빈                 | 경종 역                                 |          |
| 2004년 | SBS         | 작은아씨들             | 인득과 정완의 매니저 역                 |          |
| 2004년 | SBS         | 파리의 연인            | GD자동차 본사 직원 역                   |          |
| 2004년 | SBS         | 러브스토리 인 하버드   | 유장석 역                               |          |
| 2005년 | SBS         | 사랑은 기적이 필요해   | 윤영 역                                 |          |
| 2005년 | MBC         | 제5공화국              | 박철언 역                               |          |
| 2005년 | SBS         | 그 여자                | 강석주 역                               |          |
| 2005년 | MBC         | 내 이름은 김삼순       | 바람피는 유부남 역                      |          |
| 2006년 | SBS         | 사랑과 야망            | 외판원 역                               |          |
| 2006년 | SBS         | 사랑하고 싶다          | 장검사 역                               |          |
| 2006년 | 영화        | 무도리                 | 태원 친구 역                            | 특별출연 |
| 2007년 | SBS         | 날아오르다             | 장현수 역                               |          |
| 2007년 | MBC         | 히트                   | 홍콩 영사관 직원 역                     |          |
| 2007년 | SBS         | 칼잡이 오수정          | 홈쇼핑 관계자 역                        |          |
| 2007년 | SBS         | 로비스트               | 강태준 역                               |          |
| 2008년 | MBC         | 천하일색 박정금        | 황병팔 역                               |          |
| 2008년 | SBS         | 온에어                 | 광고주 역                               |          |
| 2008년 | KBS2        | 최강칠우               | 유생 역                                 |          |
| 2008년 | SBS         | 가문의 영광            | 하주정의 전 남자친구 역                 |          |
| 2008년 | SBS         | 압록강은 흐른다        | 물리선생 역                             |          |
| 2008년 | SBS         | 스타의 연인            | 최성욱 역                               |          |
| 2009년 | SBS         | 아내의 유혹            | 신애리 부 역                            |          |
| 2009년 | SBS         | 가문의 영광            | 하주정의 전 남자친구 역                 |          |
| 2009년 | SBS         | 찬란한 유산            | 표성철 역                               |          |
| 2009년 | SBS         | 망설이지마             | 최만수 역                               |          |
| 2009년 | SBS         | 아버지, 당신의 자리    | 젊은 성복 역                            |          |

2010년~현재
| 날짜          | 방송사/영화 | 제목                            | 역할                              | 비고     |
| ------------- | ----------- | ------------------------------- | --------------------------------- | -------- |
| 2010년        | SBS         | 산부인과                        | 정경주 역                         |          |
| 2010년        | SBS         | 검사 프린세스                   | 차명수 역                         |          |
| 2010년        | MBC         | 신이라 불리운 사나이            | 표 비서 역                        |          |
| 2010년        | SBS         | 자이언트                        | 문성중 이사 역                    |          |
| 2011년        | SBS         | 장미의 전쟁                     | 송형준 역                         |          |
| 2011년        | SBS         | 시티헌터                        | 송영덕 역                         |          |
| 2011년        | SBS         | 보스를 지켜라                   | 의사 역                           |          |
| 2011년        | SBS         | 뿌리깊은 나무                   | 남사철 역                         |          |
| 2011년        | SBS         | 내일이 오면                     | 손정모 역                         |          |
| 2012년        | MBC         | 해를 품은 달                    | 한재길 역                         |          |
| 2012년        | KBS         | 적도의 남자                     | 차 실장 역                        |          |
| 2012년        | MBC         | 무신                            | 류능 역                           |          |
| 2012년        | SBS         | 다섯 손가락                     | 오 비서 역                        |          |
| 2013년        | SBS         | 돈의 화신                       | 고호 역                           |          |
| 2013년        | SBS         | 주군의 태양                     | 유혜성의 매니저                   |          |
| 2013년        | MBC         | 남자가 사랑할 때                | 배춘삼 역                         |          |
| 2013년        | SBS         | 수상한 가정부                   | 오남재 역                         |          |
| 2014년        | SBS         | 신의 선물 - 14일                | 방송국 직원 역                    |          |
| 2014년        | SBS         | 엔젤 아이즈                     | 성현호 역                         |          |
| 2014년        | KBS2        | 골든크로스                      | 주민호 역                         |          |
| 2014년        | SBS         | 닥터 이방인                     | 대통령비서실장 역                 |          |
| 2014년        | SBS         | 끝없는 사랑                     | 임윤택 감독 역                    |          |
| 2014년        | 네이버TV    | 텔레포트 연인                   | 동혁 부 역                        | 웹드라마 |
| 2014년        | MBC         | 전설의 마녀                     | 왕 실장 역                        |          |
| 2014년        | KBS2        | 달콤한 비밀                     | 철구 역                           |          |
| 2015년        | SBS         | 내일을 향해 뛰어라              |                                   | 특별출연 |
| 2015년        | SBS         | 인생추적자 이재구               | 변진한 역                         |          |
| 2015년        | KBS2        | 착하지 않은 여자들              | 나부길 역                         |          |
| 2015년        | OCN         | 실종느와르 M                    | 김석진 역                         | 특별출연 |
| 2015년        | SBS         | 내마음 반짝반짝                 | 조진우 역                         |          |
| 2015년        | SBS         | 가면                            |                                   |          |
| 2015년        | SBS         | 상류사회                        | 송 이사 역                        |          |
| 2015년        | 네이버TV    | 아는 사람                       | 형구 역                           | 웹드라마 |
| 2015년        | KBS2        | KBS 드라마 스페셜 - 라이브 쇼크 | 전종수 역                         |          |
| 2015년        | SBS         | 애인 있어요                     | 김학수 역                         |          |
| 2015년        | SBS         | 리멤버 - 아들의 전쟁            | 정신과 전문의 이정훈 역           |          |
| 2016년        | MBC         | 몬스터                          | 한상구 비서 역                    |          |
| 2016년        | OCN         | 38사기동대                      | 세금징수국 징수1과 과장 백성일 역 |          |
| 2016년        | 네이버 TV   | 얘네들 MONEY?!                  | 금왕 역                           | 웹드라마 |
| 2016년        | SBS         | 아임 쏘리 강남구                | 공만수 역                         |          |
| 2017년        | MBC         | 미씽나인                        |                                   |          |
| 2017년        | SBS         | 언니는 살아있다                 | 안경점 사장 역                    |          |
| 2017년        | SBS         | 사랑의 온도                     | 이진욱 셰프 역                    |          |
| 2017년        | 네이버 TV   | 뜻밖의 히어로즈                 | 민 형사 역                        | 웹드라마 |
| 2017년        | TV조선      | 너의 등짝에 스매싱              | 이현진의 아버지 역                |          |
| 2018년        | KBS2        | 흑기사                          | 정해라의 아버지 역                |          |
| 2018년        | SBS         | 리턴                            |                                   | 특별출연 |
| 2018년        | SBS         | 착한마녀전                      | 황병남 역                         |          |
| 2018년        | SBS         | 스위치 - 세상을 바꿔라          | 강한집 대통령 역                  |          |
| 2018년        | SBS         | 친애하는 판사님께               | 부장 판사 역                      |          |
| 2018년        | MBC         | 시간                            |                                   |          |
| 2018년        | KBS2        | 하나뿐인 내편                   | 양 실장 역                        |          |
| 2018년        | SBS         | 미스 마 - 복수의 여신           | 구기백 역                         |          |
| 2018년        | KBS2        | 최고의 이혼                     |                                   |          |
| 2018년        | SBS         | 복수가 돌아왔다                 | 윤 비서 역                        |          |
| 2019년        | TV조선      | 바벨                            | 신현철 역                         |          |
| 2019년        | SBS         | 빅이슈                          | 김상철 역                         |          |
| 2019년        | SBS         | 초면에 사랑합니다               | 박 이사 역                        |          |
| 2019년        | KBS2        | 너의 노래를 들려줘              | 고민중 역                         |          |
| 2020년        | SBS         | 굿캐스팅                        | 남봉만 역                         |          |
| 2020년        | SBS         | 앨리스                          | 은수 부 역                        |          |
| 2020년        | KBS2        | 오! 삼광빌라!                   | 정민석 역                         |          |
| 2022년        | MBC         | 빅마우스                        | 차 실장 역                        |          |
| 2022년        | KBS2        | 삼남매가 용감하게               | 왕승구 역                         | 51부작   |
| 2022년        | jtbc        | 디 엠파이어 : 법의 제국         |                                   | 16부작   |
| 2023년        | MBC         | 꼭두의 계절                     | 배창수 역                         | 16부작   |
| 2023년        | KBS2        | 두뇌공조                        | 변호사 역                         | 16부작   |
| 2024년        | KBS2        | 미녀와 순정남                   | 홍진구 역                         | 50부작   |
| 2024년~2025년 | jtbc        | 옥씨부인전                      | 설랑                              | 16부작   |
| 2025년        | KBS1        | 대운을 잡아라                   | 최진태                            |          |

## 광고
- 1990년 한국코카콜라 암바사
- 1991년 롯데웰푸드 카스타드
- 1994년 현대자동차 엑센트

## 수상 및 후보
| 연도 | 시상식       | 부문                      | 작품        | 결과 |
| ---- | ------------ | ------------------------- | ----------- | ---- |
| 2009 | SBS 연기대상 | 특별기획 부문 남자 조연상 | 찬란한 유산 | 후보 |